# John Marascalco

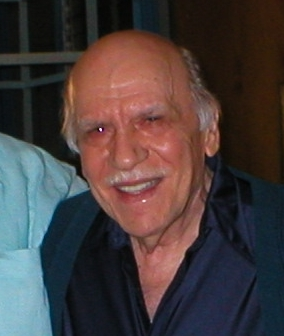
John Marascalco en 2002

John Marascalco (nacido John S. Marascalso, 27 de marzo de 1931) fue un cantautor estadounidense, quien es más conocido por sus colaboraciones con Robert Blackwell. Marascalco tenía una mano en algunos de los grandes de R & B y el rock and roll con éxitos en los años 1950 y 1960.

## Carrera
Junto con Robert Blackwell, escribió las canciones "Good Golly Miss Molly", "Ready Teddy" y "Rip It Up" hechas famosas por Little Richard. Al igual que Norman Petty con Buddy Holly, Robert "Bumps" Blackwell puso su nombre en los créditos de composición aunque Marascalco fue el autor real de las canciones. Además de Little Richard, Marascalco coescribió "Heeby Jeebies", "She's Got It", y "Groovy Little Suzy". Él también coescribió la canción "Goodnight My Love", con George Motola hecha famosa por Jesse Belvin y Paul Anka.
Además fue coescritor de algunas canciones con Fats Domino ("Be My Guest"), Turner Scott y Harry Nilsson. Marascalso y Turner colaborado en canciones de Nilsson, tales como "I Just Ain't Right" y "Building Me Up", ambos de los cuales aparecen en los álbumes Nilsson '62: The Debut Sessions y Early Tymes. Marascalco y Nilsson escribieron canciones juntos, incluyendo "Baby Baby" y "Born in Grenada" ( Spotlight on Nilsson ).
Marascalco coautor de "Send Me Some Lovin '",y esta canción fue grabado por Little Richard. The Crickets para su álbum debut de 1957, The "Chirping" Crickets, Sam Cooke y John Lennon también grabó la canción. Él también escribió "No You Know", que fue grabado por Billy Lee Riley.
Sus canciones han sido grabadas por todo el mundo, desde Little Richard a Creedence Clearwater Revival a los Stray Cats.